# Handball-Europameisterschaft der Männer 2008
Die 8. Handball-Europameisterschaft der Männer wurde vom 17. bis zum 27. Januar 2008 in Norwegen ausgetragen. 16 Mannschaften waren für die Finalrunde qualifiziert.
Dänemark gewann das Turnier durch ein 24:20 gegen Kroatien im Finale von Lillehammer. Den dritten Platz belegte die Mannschaft Frankreichs, die mit Nikola Karabatić auch den wertvollsten Spieler des Turniers stellte.
Die deutsche Mannschaft belegte am Ende den vierten Platz, nachdem sie zunächst im Halbfinale knapp dem späteren Europameister Dänemark unterlag, das Spiel um Platz drei jedoch deutlich gegen Frankreich verlor. Die Teams aus Österreich und der Schweiz scheiterten bereits in der Qualifikationsrunde bzw. den Qualifikations-Play-offs.

## Qualifikation
Sieben Mannschaften waren direkt für die Europameisterschaft qualifiziert. Titelverteidiger Frankreich, Gastgeber Norwegen sowie Spanien, Dänemark, Kroatien, Deutschland und Russland als Zweiter bis Sechster der vorherigen Europameisterschaft in der Schweiz erhielten einen Startplatz, ohne dass sie an der Qualifikationsrunde teilnehmen mussten.

### Qualifikationsrunde
Für die übrigen neun Startplätze mussten Qualifikationsspiele ausgetragen werden. Für die an einer Teilnahme interessierten 32 Teams erfolgte im Januar 2006 die Auslosung für die Qualifikationsrunde. Zunächst spielten die 26 nicht gesetzten Mannschaften in sieben Gruppen. In den vier Teams umfassenden Gruppen kamen die beiden besten Mannschaften weiter, in den Dreiergruppen nur die beste Mannschaft.
| Gruppe 1 | Sp. | Tore   | Pkt. |
| -------- | --- | ------ | ---- |
| Belarus  | 3   | 100:74 | 6    |
| Slowakei | 3   | 100:74 | 4    |
| Zypern   | 3   | 71:86  | 2    |
| Moldau   | 3   | 73:110 | 0    |

| Gruppe 2   | Sp. | Tore    | Pkt. |
| ---------- | --- | ------- | ---- |
| Serbien    | 6   | 220:164 | 9    |
| Mazedonien | 6   | 185:179 | 9    |
| Israel     | 6   | 172:174 | 6    |
| Luxemburg  | 6   | 149:209 | 0    |

| Gruppe 3  | Sp. | Tore    | Pkt. |
| --------- | --- | ------- | ---- |
| Rumänien  | 6   | 203:153 | 12   |
| Lettland  | 6   | 187:167 | 8    |
| Bulgarien | 6   | 140:171 | 2    |
| Georgien  | 6   | 140:179 | 2    |

| Gruppe 4    | Sp. | Tore    | Pkt. |
| ----------- | --- | ------- | ---- |
| Montenegro  | 6   | 200:171 | 11   |
| Niederlande | 6   | 186:186 | 7    |
| Österreich  | 6   | 183:178 | 6    |
| Finnland    | 6   | 165:199 | 0    |

| Gruppe 5 | Sp. | Tore    | Pkt. |
| -------- | --- | ------- | ---- |
| Schweiz  | 6   | 186:151 | 12   |
| Litauen  | 6   | 186:188 | 6    |
| Italien  | 6   | 173:187 | 4    |
| Türkei   | 6   | 167:186 | 2    |

| Gruppe 6     | Sp. | Tore   | Pkt. |
| ------------ | --- | ------ | ---- |
| Portugal     | 4   | 115:94 | 6    |
| Griechenland | 4   | 107:98 | 6    |
| Estland      | 4   | 95:125 | 0    |

| Gruppe 7                | Sp. | Tore    | Pkt. |
| ----------------------- | --- | ------- | ---- |
| Schweden                | 4   | 139:106 | 8    |
| Bosnien und Herzegowina | 4   | 143:121 | 4    |
| Belgien                 | 4   | 109:164 | 0    |

### Play-offs
Anschließend spielten die zwölf Teams aus der Qualifikationsrunde mit den sechs gesetzten Teams (Island, Polen, Slowenien, Tschechien, die Ukraine und Ungarn) in den Play-offs die neun verbleibenden EM-Startplätze aus. Es fanden folgende Spiele statt:
| Spielpaarung | Spielpaarung | Spielpaarung | Hinspiel 9./10. Juni 2007 | Rückspiel 16./17. Juni 2007 | Gesamt |
| ------------ | ------------ | ------------ | ------------------------- | --------------------------- | ------ |
| Polen        | –            | Niederlande  | 31:20                     | 41:27                       | 72:47  |
| Litauen      | –            | Ungarn       | 23:28                     | 30:31                       | 53:59  |
| Ukraine      | –            | Slowakei     | 29:28                     | 19:35                       | 48:63  |
| Slowenien    | –            | Mazedonien   | 33:28                     | 33:32                       | 66:60  |
| Lettland     | –            | Tschechien   | 30:31                     | 26:33                       | 56:64  |
| Belarus      | –            | Schweiz      | 33:24                     | 28:30                       | 61:54  |
| Schweden     | –            | Rumänien     | 36:25                     | 33:34                       | 69:59  |
| Portugal     | –            | Montenegro   | 28:30                     | 27:33                       | 55:63  |
| Serbien      | –            | Island       | 30:29                     | 40:42                       | 70:71  |

## Teilnehmer
| Gruppe A   | Gruppe B   | Gruppe C    | Gruppe D   |
| ---------- | ---------- | ----------- | ---------- |
| Kroatien   | Dänemark   | Spanien     | Frankreich |
| Slowenien  | Russland   | Deutschland | Island     |
| Polen      | Norwegen   | Ungarn      | Slowakei   |
| Tschechien | Montenegro | Belarus     | Schweden   |

## Austragungsorte
- Stavanger – Stavanger Idrettshall, 7.000 Plätze
- Drammen – Drammenshallen, 4.200 Plätze
- Bergen – Haukelandshallen, 4.000 Plätze
- Trondheim – Trondheim Spektrum, 4.200 Plätze
- Lillehammer – Håkons Hall, 10.000 Plätze, Finalspiele

## Vorrunde
In der Vorrunde spielte jede Mannschaft einer Gruppe einmal gegen jedes andere Team in der gleichen Gruppe. Die jeweils besten drei Mannschaften jeder Gruppe qualifizierten sich für die Hauptrunde, die Gruppenvierten schieden aus dem Turnier aus.

### Gruppe A
Die Gruppe A spielte in der Stavanger Idrettshall in Stavanger.
| Pl. | Team       | Sp. | S | U | N | Tore  | Diff. | Pkt. |
| --- | ---------- | --- | - | - | - | ----- | ----- | ---- |
| 1.  | Kroatien   | 3   | 3 | 0 | 0 | 91:77 | +14   | 6    |
| 2.  | Polen      | 3   | 2 | 0 | 1 | 93:89 | +04   | 4    |
| 3.  | Slowenien  | 3   | 1 | 0 | 2 | 85:94 | −09   | 2    |
| 4.  | Tschechien | 3   | 0 | 0 | 3 | 88:97 | −09   | 0    |

| 17. Januar 2008 |            |   |            |               |
| 18:15           | Slowenien  | – | Tschechien | 34:32 (16:14) |
| 20:15           | Kroatien   | – | Polen      | 32:27 (14:14) |
| 18. Januar 2008 |            |   |            |               |
| 18:15           | Tschechien | – | Kroatien   | 26:30 (13:13) |
| 20:15           | Polen      | – | Slowenien  | 33:27 (23:14) |
| 20. Januar 2008 |            |   |            |               |
| 15:15           | Polen      | – | Tschechien | 33:30 (13:14) |
| 17:15           | Kroatien   | – | Slowenien  | 29:24 (16:15) |

Die Gruppe A wurde weitgehend von Olympiasieger Kroatien dominiert. Das Team um Spielmacher Ivano Balić gewann alle Spiele überlegen mit mindestens vier Treffern Unterschied. Polen konnte nach der Auftaktniederlage gegen Kroatien einen klaren Sieg gegen Slowenien verzeichnen und schlug auch Tschechien mit 33:30. Die Slowenen konnten lediglich ihr Auftaktspiel gegen das Team aus Tschechien knapp mit 34:32 gewinnen und sicherten sich damit den Einzug in die Finalrunde. Das Team der Tschechen galt als Außenseiter der Gruppe und schied als Gruppenletzter aus.

### Gruppe B
Die Gruppe B trug ihre Spiele in der Drammenshallen in Drammen aus.
| Pl. | Team       | Sp. | S | U | N | Tore  | Diff. | Pkt. |
| --- | ---------- | --- | - | - | - | ----- | ----- | ---- |
| 1.  | Norwegen   | 3   | 3 | 0 | 0 | 86:69 | +17   | 6    |
| 2.  | Dänemark   | 3   | 2 | 0 | 1 | 89:79 | +10   | 4    |
| 3.  | Montenegro | 3   | 0 | 1 | 2 | 71:84 | −13   | 1    |
| 4.  | Russland   | 3   | 0 | 1 | 2 | 74:88 | −14   | 1    |

| 17. Januar 2008 |            |   |            |               |
| 17:00           | Russland   | – | Montenegro | 25:25 (15:16) |
| 19:15           | Dänemark   | – | Norwegen   | 26:27 (10:14) |
| 18. Januar 2008 |            |   |            |               |
| 18:15           | Norwegen   | – | Russland   | 32:21 (15:10) |
| 20:15           | Montenegro | – | Dänemark   | 24:32 (9:18)  |
| 20. Januar 2008 |            |   |            |               |
| 17:15           | Dänemark   | – | Russland   | 31:28 (18:11) |
| 19:15           | Norwegen   | – | Montenegro | 27:22 (16:11) |

Die Gruppe B zeigte, wie wertvoll der Heimvorteil bei einem großen Turnier sein kann, denn Gastgeber Norwegen gewann sämtliche Vorrundenspiele. Das Auftaktspiel gewann Norwegen knapp mit 27:26 gegen den späteren Europameister Dänemark, Russland wurde jedoch deutlich besiegt, und auch der Erfolg gegen Montenegro geriet nie in Gefahr.
Dänemark verbuchte als Dritter der vorherigen WM im zweiten Spiel gegen Neuling Montenegro einen klaren 32:24-Sieg und konnte auch das letzte Gruppenspiel gegen Russland für sich entscheiden. Montenegro überraschte zu Turnierbeginn mit einem 25:25-Unentschieden gegen die zuvor als Mitfavorit gehandelte russische Nationalmannschaft. Da Montenegro und Russland in den Spielen gegen Dänemark bzw. Norwegen jeweils unterlagen, musste wegen des Unentschiedens im direkten Vergleich die Tordifferenz über den Einzug in die Hauptrunde entscheiden. Hier lag Montenegro in der Endabrechnung mit einem Tor vorn.

### Gruppe C
Die Spiele der Gruppe C fanden in der Haukelandshallen in Bergen statt.
| Pl. | Team        | Sp. | S | U | N | Tore   | Diff. | Pkt. |
| --- | ----------- | --- | - | - | - | ------ | ----- | ---- |
| 1.  | Ungarn      | 3   | 2 | 0 | 1 | 90:082 | +08   | 4    |
| 2.  | Spanien     | 3   | 2 | 0 | 1 | 94:088 | +06   | 4    |
| 3.  | Deutschland | 3   | 2 | 0 | 1 | 84:080 | +04   | 4    |
| 4.  | Belarus     | 3   | 0 | 0 | 3 | 83:101 | −18   | 0    |

| 17. Januar 2008 |             |   |             |               |
| 17:15           | Deutschland | – | Belarus     | 34:26 (16:13) |
| 19:15           | Spanien     | – | Ungarn      | 28:35 (12:14) |
| 19. Januar 2008 |             |   |             |               |
| 18:15           | Ungarn      | – | Deutschland | 24:28 (12:13) |
| 20:15           | Belarus     | – | Spanien     | 31:36 (15:18) |
| 20. Januar 2008 |             |   |             |               |
| 16:30           | Spanien     | – | Deutschland | 30:22 (12:12) |
| 18:30           | Ungarn      | – | Belarus     | 31:26 (18:16) |

In Gruppe C startete Ungarn mit einem unerwarteten Sieg mit 35:28 gegen Spanien. Das zweite Spiel gegen Weltmeister Deutschland ging nach lange offenem Spiel mit 24:28 verloren. Der Erfolg im letzten Spiel gegen Belarus bedeutete dank der Tordifferenz den Gruppensieg für Ungarn. Spanien schlug Belarus im zweiten Gruppenspiel mit 36:31 und bezwang Deutschland zum Abschluss mit 30:22 und wurde damit Gruppenzweiter. Weltmeister Deutschland startete mit einem Sieg gegen das unerfahrene Team aus Belarus. Bereits in der Anfangsphase des Spiels verletzte sich Oleg Velyky schwer und konnte im weiteren Turnierverlauf nicht mehr eingesetzt werden. Da auch das zweite Spiel gegen Ungarn erfolgreich gestaltet wurde, war Deutschland vorzeitig für die Hauptrunde qualifiziert. Das Team unterlag im letzten Vorrundenspiel Spanien, bei dem der Torhüter in der zweiten Halbzeit des Spiels eine überragende Leistung zeigte. Belarus war als Außenseiter der Gruppe gehandelt worden und konnte in allen drei Spielen nur der ersten Halbzeit mit den gegnerischen Teams mithalten.

### Gruppe D
Austragungsort der Spiele der Gruppe D war das Trondheim Spektrum in Trondheim.
| Pl. | Team       | Sp. | S | U | N | Tore   | Diff. | Pkt. |
| --- | ---------- | --- | - | - | - | ------ | ----- | ---- |
| 1.  | Frankreich | 3   | 3 | 0 | 0 | 90:076 | +14   | 6    |
| 2.  | Schweden   | 3   | 2 | 0 | 1 | 89:072 | +17   | 4    |
| 3.  | Island     | 3   | 1 | 0 | 2 | 68:076 | −08   | 2    |
| 4.  | Slowakei   | 3   | 0 | 0 | 3 | 78:101 | −23   | 0    |

| 17. Januar 2008 |            |   |            |               |
| 18:15           | Frankreich | – | Slowakei   | 32:31 (20:18) |
| 20:15           | Island     | – | Schweden   | 19:24 (9:11)  |
| 19. Januar 2008 |            |   |            |               |
| 18:15           | Slowakei   | – | Island     | 22:28 (5:16)  |
| 20:15           | Schweden   | – | Frankreich | 24:28 (13:18) |
| 20. Januar 2008 |            |   |            |               |
| 16:15           | Slowakei   | – | Schweden   | 25:41 (12:20) |
| 18:15           | Frankreich | – | Island     | 30:21 (17:8)  |

Die Gruppe D war im Vorfeld als stärkste Gruppe eingeschätzt worden. Turnierfavorit Frankreich startete nach schwacher Leistung mit einem knappen 33:32-Sieg gegen die Slowakei, die nur in diesem Spiel überzeugen konnte. Die anderen beiden Gruppenspiele gegen Schweden und Island konnte Frankreich für sich entscheiden. Schweden gelang im ersten Match gegen Island die Revanche für das Scheitern in der Weltmeisterschaftsqualifikation. Im letzten Spiel gegen die Slowakei erzielten die Schweden mit 16 Toren Differenz den höchsten Sieg der Europameisterschaft 2008. Island war nur im zweiten Gruppenspiel gegen Außenseiter Slowakei erfolgreich.

## Hauptrunde
Die Hauptrunde wurde vom 22. bis 24. Januar in Stavanger (Gruppe I) und Trondheim (Gruppe II) ausgetragen.
In der Hauptrunde spielten die drei besten Mannschaften der Vorrundengruppen A und B in der Gruppe I und die drei besten Mannschaften der Gruppen C und D in der Gruppe II, wobei jede Mannschaft gegen die drei Teams der anderen Vorrundengruppe spielte. Die Ergebnisse gegen die beiden Mannschaften aus der eigenen Vorrundengruppe wurden in die Hauptrunde übernommen. Die beiden besten Mannschaften jeder Hauptrundengruppe qualifizierten sich für das Halbfinale, die beiden Gruppendritten bestreiten das Spiel um Platz 5.

### Gruppe I
| Pl. | Team       | Sp. | S | U | N | Tore    | Diff. | Pkt. |
| --- | ---------- | --- | - | - | - | ------- | ----- | ---- |
| 1.  | Dänemark   | 5   | 4 | 0 | 1 | 152:120 | +32   | 8    |
| 2.  | Kroatien   | 5   | 3 | 1 | 1 | 138:130 | +08   | 7    |
| 3.  | Norwegen   | 5   | 2 | 2 | 1 | 130:128 | +02   | 6    |
| 4.  | Polen      | 5   | 2 | 1 | 2 | 149:142 | +07   | 5    |
| 5.  | Slowenien  | 5   | 2 | 0 | 3 | 138:148 | −10   | 4    |
| 6.  | Montenegro | 5   | 0 | 0 | 5 | 124:163 | −39   | 0    |

| 22. Januar 2008 |           |   |            |               |
| 16:15           | Slowenien | – | Montenegro | 31:29 (16:13) |
| 18:15           | Kroatien  | – | Dänemark   | 20:30 (9:15)  |
| 20:15           | Polen     | – | Norwegen   | 24:24 (12:13) |
| 23. Januar 2008 |           |   |            |               |
| 16:15           | Kroatien  | – | Montenegro | 34:26 (12:13) |
| 18:15           | Polen     | – | Dänemark   | 26:36 (13:17) |
| 20:15           | Slowenien | – | Norwegen   | 33:29 (14:13) |
| 24. Januar 2008 |           |   |            |               |
| 16:15           | Polen     | – | Montenegro | 39:23 (19:13) |
| 18:15           | Slowenien | – | Dänemark   | 23:28 (11:15) |
| 20:15           | Kroatien  | – | Norwegen   | 23:23 (10:11) |

Zu Beginn der Hauptrunde besiegte Dänemark Kroatien nach starker Leistung mit 30:20. Im zweiten Spiel schlugen die Dänen Vizeweltmeister Polen mit 36:26. Im letzten Duell bezwangen sie Slowenien mit 28:23 und zogen als Gruppensieger ins Halbfinale ein. Kroatien stand nach der Auftaktniederlage gegen Dänemark unter Zugzwang und errang einen Sieg gegen Montenegro. Das letzte Duell gegen Norwegen wurde zu einem Entscheidungsspiel, in dem das Publikum bedingungslos hinter den Gastgebern stand, Kroatien jedoch mit 23:23 ein Unentschieden sichern konnte und ins Halbfinale einzog. Gastgeber Norwegen trennte sich von Polen im ersten Spiel mit 24:24. Die zweite Partie ging jedoch mit 29:33 gegen Slowenien verloren, so dass Norwegen nach dem erwähnten Unentschieden gegen Kroaten ausschied. Nachdem Polen aus den ersten beiden Spielen gegen Norwegen und Dänemark nur einen Punkt geholt hatte, war das letzte Spiel gegen Montenegro trotz des deutlichen Sieges bedeutungslos. Slowenien besiegte im ersten Spiel den Neuling Montenegro und konnte auch das zweite Duell gegen Norwegen für sich entscheiden, was nach dem bisherigen Turnierverlauf nicht erwartet worden war. Im letzten Spiel gegen Dänemark wäre Slowenien mit einem Sieg ins Halbfinale eingezogen, unterlag jedoch dem späteren Europameister. Montenegro blieb in der Hauptrunde sieglos.

### Gruppe II
| Pl. | Team        | Sp. | S | U | N | Tore    | Diff. | Pkt. |
| --- | ----------- | --- | - | - | - | ------- | ----- | ---- |
| 1.  | Frankreich  | 5   | 4 | 0 | 1 | 140:126 | +14   | 8    |
| 2.  | Deutschland | 5   | 3 | 0 | 2 | 139:136 | +03   | 6    |
| 3.  | Schweden    | 5   | 2 | 1 | 2 | 131:131 | ±0    | 5    |
| 4.  | Ungarn      | 5   | 2 | 1 | 2 | 145:147 | −02   | 5    |
| 5.  | Spanien     | 5   | 2 | 0 | 3 | 144:138 | +06   | 4    |
| 6.  | Island      | 5   | 1 | 0 | 4 | 129:150 | −21   | 2    |

| 22. Januar 2008 |             |   |            |               |
| 16:20           | Deutschland | – | Island     | 35:27 (17:12) |
| 18:30           | Spanien     | – | Frankreich | 27:28 (15:15) |
| 20:30           | Ungarn      | – | Schweden   | 27:27 (16:14) |
| 23. Januar 2008 |             |   |            |               |
| 16:15           | Spanien     | – | Schweden   | 26:27 (14:13) |
| 18:15           | Deutschland | – | Frankreich | 23:26 (10:11) |
| 20:15           | Ungarn      | – | Island     | 28:36 (16:16) |
| 24. Januar 2008 |             |   |            |               |
| 15:20           | Spanien     | – | Island     | 33:26 (18:15) |
| 17:20           | Ungarn      | – | Frankreich | 31:28 (15:11) |
| 19:20           | Deutschland | – | Schweden   | 31:29 (16:18) |

Frankreich schlug im ersten Spiel Spanien knapp mit 28:27 und sicherte sich damit nahezu den Halbfinaleinzug. Im zweiten Spiel gelang dem Team gegen Deutschland die Revanche für das verlorene WM-Halbfinale des Vorjahrs. Dabei fielen in den ersten zwölf Minuten nur fünf Tore. Im letztlich bedeutungslosen letzten Hauptrundenspiel gegen Ungarn verlor das Team um Nikola Karabatić mit 28:31. Weltmeister Deutschland schlug Island 35:27. Nach der Niederlage gegen Frankreich im zweiten Spiel musste das Team von Heiner Brand in seiner letzten Begegnung unbedingt einen Sieg gegen den Rekordeuropameister Schweden holen, was nach abwechslungsreichem Spielverlauf knapp mit 31:29 gelang. Schweden erzielte im ersten Match gegen Ungarn mit 27:27 ein Unentschieden. Gegen Spanien steigerte sich das Team weiter und gewann mit 27:26. Für Spanien, den Weltmeister von 2005, der einen Sieg benötigt hätte, um seine Chance auf das Halbfinale zu wahren, bedeutete dies das Ausscheiden aus dem Turnier. Das Tor zum Sieg gelang Schweden erst in den letzten Sekunden, als Spanien ohne Torwart und dafür mit einem zusätzlichen Feldspieler im Angriff agierte. Ungarn verlor im zweiten Duell gegen Island und konnte anschließend nicht mehr ins Halbfinale einziehen. Spanien beendete das Turnier im letzten und bedeutungslosen Match gegen Island mit einem Sieg. Island war nach der Auftaktniederlage gegen Deutschland und den Ergebnissen des zweiten Hauptrundenspieltags bereits ausgeschieden, zeigte aber in den beiden verbleibenden Spielen jeweils eine engagierte Leistung.

## Finalrunde
Die Spiele der Finalrunde fanden am 26. und 27. Januar in Lillehammer statt.
Die beiden Halbfinalspiele und das Spiel um Platz 5 wurden am 26. Januar ausgetragen, das Spiel um Platz 3 und das Finale fanden am 27. Januar statt.
Die besten drei Mannschaften der EM qualifizierten sich direkt für die Handball-Weltmeisterschaft 2009. Da aber sowohl Deutschland als WM-Titelverteidiger als auch Kroatien als WM-Gastgeber das Halbfinale erreichten, genügten bereits die Halbfinalteilnahme und der fünfte Platz zur direkten Qualifikation für die Weltmeisterschaft 2009.
Die Ränge 7 bis 16 ergaben sich aus den Gruppenplatzierungen und wurden, anders als bei Weltmeisterschaften, nicht einzeln ausgespielt. Das für den 27. Januar um 11 Uhr eingeplante Spiel um Platz 7 wurde abgesagt, da es für die Olympiaqualifikation nicht mehr relevant war.

### Spiel um Platz 5
| 26. Januar 2008 |          |   |          |                                   |
| 13:00           | Norwegen | – | Schweden | 34:36 n.2V. (30:30, 26:26, 13:15) |

### Halbfinale
| 26. Januar 2008 |          |   |             |               |
| 15:30           | Kroatien | – | Frankreich  | 24:23 (11:9)  |
| 18:00           | Dänemark | – | Deutschland | 26:25 (10:13) |

Das erste Halbfinale wurde zwischen Europameister Frankreich und Olympiasieger Kroatien ausgetragen. Frankreich galt nach dem bisherigen Turnierverlauf als absoluter Titelfavorit, während Kroatien in der Hauptrunde schwankende Leistungen gezeigt hatte. Im Spiel jedoch zeigten die Kroaten um Ivano Balić ihre beste Turnierleistung und gewannen in einem umkämpften Spiel mit 24:23.
Das zweite Halbfinale wurde zwischen Weltmeister Deutschland und dem WM-Dritten Dänemark ausgetragen. Nach wechselhaftem Spielverlauf konnte Deutschland kurz vor dem Ende nochmals ausgleichen. Ein Schnellangriff der Dänen wurde mit einem Foul gestoppt, so dass Dänemark drei Sekunden vor dem Ende ein Siebenmeter zugesprochen wurde, den Lars Christiansen zum 26:25 verwandelte und Dänemark damit erstmals den Einzug in ein EM-Finale sicherte.

### Spiel um Platz 3
| 27. Januar 2008 |             |   |            |              |
| 13:30           | Deutschland | – | Frankreich | 26:36 (9:18) |

Im Spiel um Platz 3 spielte Titelverteidiger Frankreich gegen Deutschland. In der deutschen Mannschaft fielen mehrere Spieler verletzungsbedingt aus. Die Deutschen zeigten ihre schwächste Leistung während des Turniers und unterlagen den motiviert auftretenden Franzosen nach einem zwischenzeitlichen 14-Tore-Rückstand mit 26:36.

### Endspiel
| 27. Januar 2008 |          |   |          |               |
| 16:00           | Dänemark | – | Kroatien | 24:20 (13:10) |

Das Finale wurde zwischen Olympiasieger Kroatien und Dänemark ausgetragen. Im Vorfeld des Spiels ließ sich kein Favorit ausmachen. Bei den Dänen ragte Torhüter Kasper Hvidt heraus und sicherte den Dänen zur Halbzeit eine Führung mit 13:10. Nach einem Zwischenstand von 21:18 für Dänemark beschwerten sich die Kroaten mehrmals über aus ihrer Sicht unverständliche Schiedsrichterentscheidungen. Dabei wurde Trainer Lino Červar wegen wiederholter Proteste auf die Tribüne verbannt. Dänemark ließ sich in den Schlussminuten den Sieg nicht mehr nehmen und feierte nach einem Endstand von 24:20 den Gewinn der Europameisterschaft.

## Endstand
| Pl. | Team        | Tore    | Diff |
| --- | ----------- | ------- | ---- |
| 1.  | Dänemark    | 233:193 | +40  |
| 2.  | Kroatien    | 212:203 | +9   |
| 3.  | Frankreich  | 231:207 | +24  |
| 4.  | Deutschland | 224:224 | 0    |
| 5.  | Schweden    | 208:190 | +18  |
| 6.  | Norwegen    | 196:185 | +11  |
| 7.  | Polen       | 182:172 | +10  |
| 8.  | Ungarn      | 176:173 | +3   |
| 9.  | Spanien     | 180:169 | +11  |
| 10. | Slowenien   | 172:180 | −8   |
| 11. | Island      | 157:172 | −15  |
| 12. | Montenegro  | 149:188 | −39  |
| 13. | Russland    | 74:88   | −14  |
| 14. | Tschechien  | 88:97   | −9   |
| 15. | Belarus     | 83:101  | −18  |
| 16. | Slowakei    | 78:101  | −23  |

## Torjägerliste

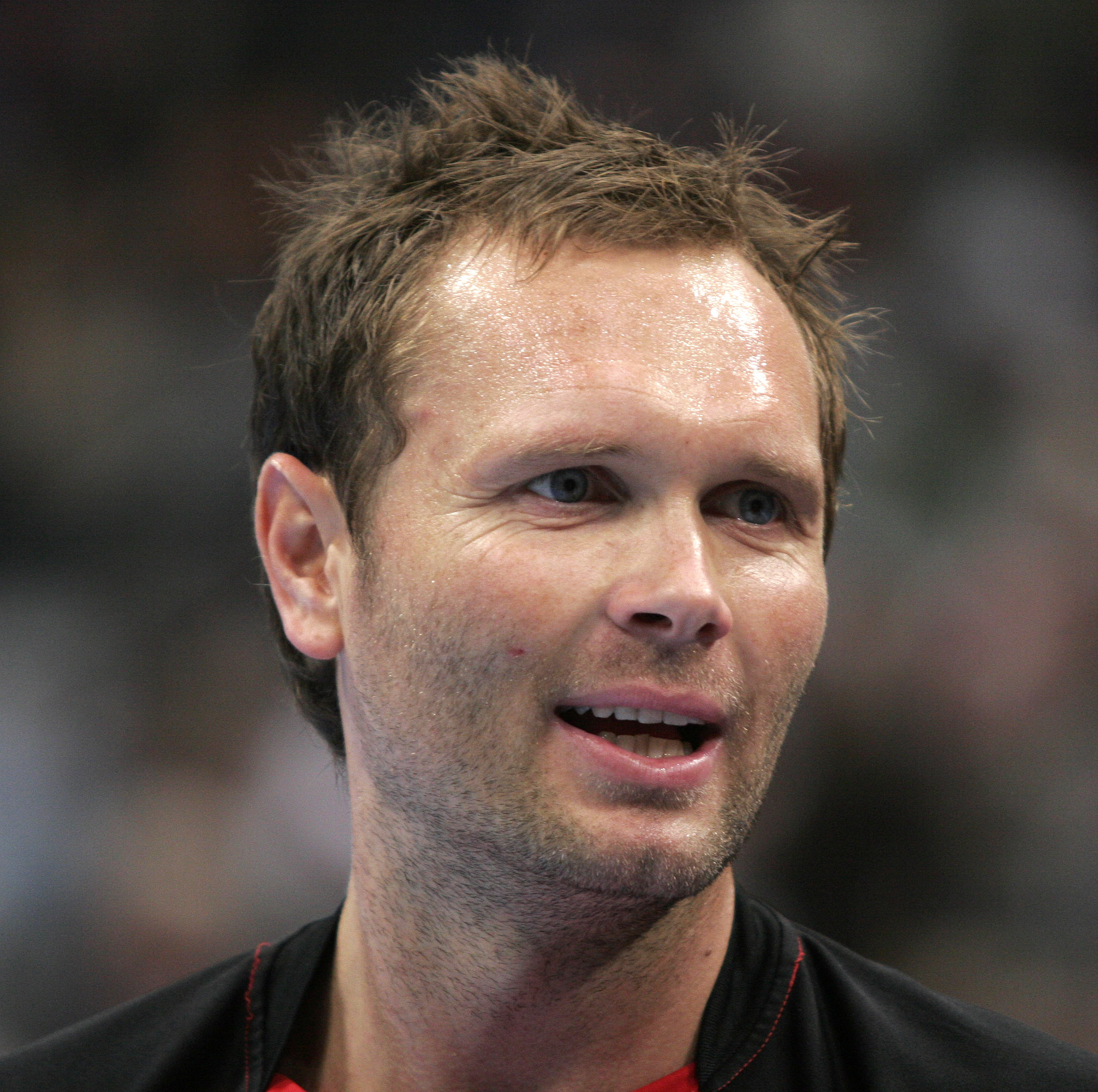
Lars Christiansen

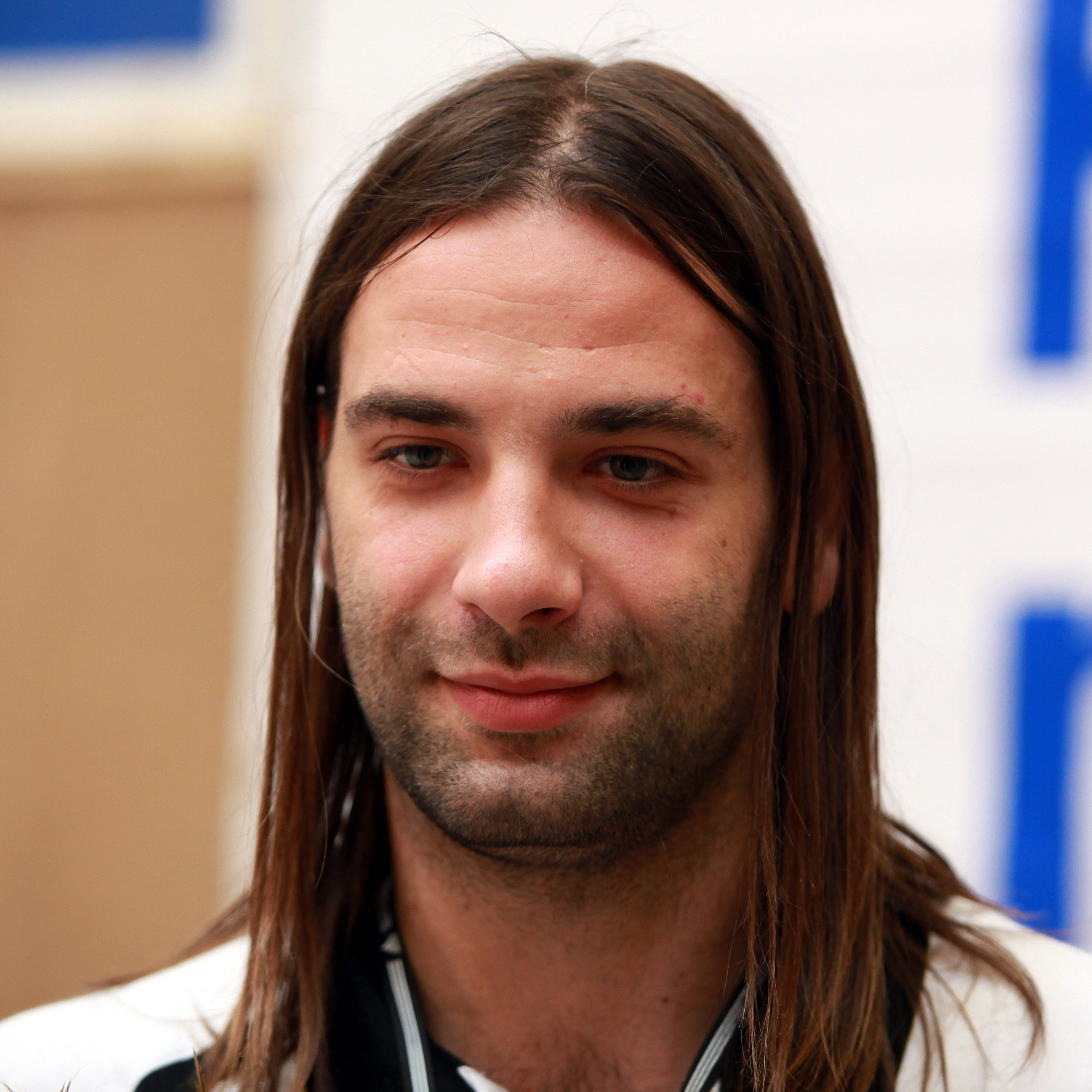
Ivano Balić

| Platz | Name                    | Land        | Spiele | Tore | Würfe | % Wurfausbeute | Ø Tore pro Spiel |
| ----- | ----------------------- | ----------- | ------ | ---- | ----- | -------------- | ---------------- |
| 1     | Lars Christiansen       | Danemark    | 7      | 44   | 58    | 76             | 6,3              |
| 1     | Ivano Balić             | Kroatien    | 8      | 44   | 84    | 52             | 5,5              |
| 1     | Nikola Karabatić        | Frankreich  | 8      | 44   | 89    | 49             | 5,5              |
| 4     | Daniel Narcisse         | Frankreich  | 8      | 43   | 72    | 60             | 5,4              |
| 5     | Lasse Boesen            | Danemark    | 8      | 41   | 76    | 54             | 5,1              |
| 5     | Kim Andersson           | Schweden    | 7      | 41   | 78    | 53             | 5,9              |
| 7     | Aleš Pajovič            | Slowenien   | 6      | 39   | 70    | 56             | 6,5              |
| 8     | Karol Bielecki          | Polen       | 6      | 37   | 62    | 60             | 6,2              |
| 9     | Holger Glandorf         | Deutschland | 8      | 36   | 72    | 50             | 4,5              |
| 10    | Guðjón Valur Sigurðsson | Island      | 6      | 34   | 63    | 54             | 5,7              |
| 11    | Alen Muratović          | Montenegro  | 6      | 33   | 60    | 55             | 5,5              |
| 11    | Frode Hagen             | Norwegen    | 7      | 33   | 69    | 48             | 4,7              |
| 13    | Florian Kehrmann        | Deutschland | 7      | 32   | 48    | 67             | 4,6              |
| 14    | Martin Boquist          | Schweden    | 7      | 31   | 51    | 61             | 4,4              |
| 14    | Luc Abalo               | Frankreich  | 8      | 31   | 55    | 56             | 3,9              |
| 14    | Petar Metličić          | Kroatien    | 8      | 31   | 62    | 50             | 3,9              |
| 14    | Pascal Hens             | Deutschland | 8      | 31   | 74    | 42             | 3,9              |
| 18    | Olivier Girault         | Frankreich  | 8      | 30   | 44    | 68             | 3,8              |
| 19    | Michael V. Knudsen      | Danemark    | 8      | 28   | 40    | 70             | 3,5              |
| 19    | Juanín García           | Spanien     | 6      | 28   | 43    | 65             | 4,7              |

Quelle: eurohandball.com

## Allstar-Team
Unmittelbar nach dem Endspiel wurden die nachfolgenden Spieler für ihre Leistungen ausgezeichnet und in das All-Star-Team gewählt.

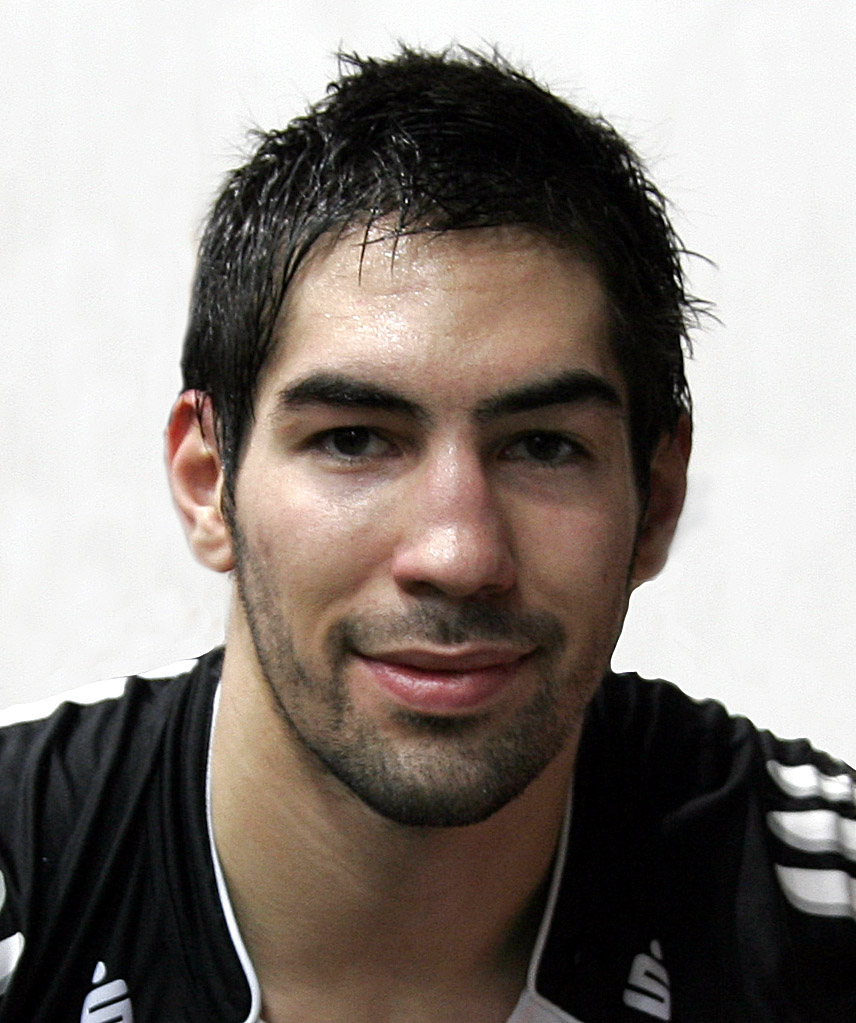
Nikola Karabatić, einer der drei Torschützenkönige und wertvollster Spieler der EM 2008

| Position                    | Name              | Land        |
| --------------------------- | ----------------- | ----------- |
| Tor:                        | Kasper Hvidt      | Dänemark    |
| Linksaußen:                 | Lars Christiansen | Dänemark    |
| Rückraum links:             | Daniel Narcisse   | Frankreich  |
| Rückraum Mitte:             | Ivano Balić       | Kroatien    |
| Rückraum rechts:            | Kim Andersson     | Schweden    |
| Rechtsaußen:                | Florian Kehrmann  | Deutschland |
| Kreis:                      | Frank Løke        | Norwegen    |
| Bester Abwehrspieler:       | Igor Vori         | Kroatien    |
| Wertvollster Spieler (MVP): | Nikola Karabatić  | Frankreich  |

### Statistik Gruppe A
- Kroatien
- Polen
- Slowenien
- Tschechien

### Statistik Gruppe B
- Dänemark
- Russland
- Norwegen
- Montenegro

### Statistik Gruppe C
- Deutschland
- Spanien
- Ungarn
- Belarus

### Statistik Gruppe D
- Frankreich
- Island
- Slowakei
- Schweden